# Йерусалимски окръг
Йерусалимския окръг е един от 6-те окръга в Израел, с площ 653 км2 и с население 1 133 700 души (по оценка от декември 2018 г.). Административен център е град Йерусалим.

## Население
Населението на окръга през декември 2018 година е 1 133 700 души, от тях 753 080 са евреи, 362 293  са араби, а 18 285 – от други етнически групи.